# Jacques Amir
Jacques Amir, Ja’akow Jaques Amir (hebr.: יעקב ז'אק אמיר, ang.: Ya'akov Jacques Amir, ur. 15 marca 1933 w Mogadorze w Maroku Francuskim, zm. 31 marca 2011) – izraelski polityk, w latach 1974–1988 poseł do Knesetu.
W wyborach parlamentarnych w 1973 nie dostał się do Knesetu, ale w zastępstwie został posłem 10 czerwca 1974. Zasiadał w Knesetach VIII, IX, X i XI kadencji.